# Бибилов, Анатолий Ильич
Анато́лий Ильи́ч Биби́лов (осет. Бибылты Ильяйы фырт Анатолий, груз. ანატოლი ილიჩ ბიბილოვი; род. 6 февраля 1970, Цхинвали) — государственный, политический и военный деятель Южной Осетии. Президент Республики Южная Осетия (21 апреля 2017 — 24 мая 2022).
Председатель Парламента Республики Южная Осетия с 23 июня 2014 по 18 апреля 2017 года. Глава МЧС Южной Осетии (октября 2008 — июль 2014). Участник российско-грузинской войны (2008).

## Биография
Родился 6 февраля 1970 года в Цхинвале в семье рабочих. Семья Бибиловых происходит из села Тбет. После восьмого класса поступил в специализированную школу-интернат с углублённым изучением русского языка и усиленной военно-физической подготовкой им. генерал-полковника К. Н. Леселидзе в Тбилиси.
В 1988 году поступил в Рязанское училище ВДВ им. Ленинского Комсомола. Был чемпионом училища и Псковской дивизии по армейскому рукопашному бою.
По окончании училища был распределён в 76-ю Псковскую воздушно-десантную дивизию, в которой в тот момент формировался сводный батальон для миротворческой операции в Южной Осетии в составе сил ССПМ. В 1992 году в составе этого батальона вернулся в Южную Осетию. Затем служил в де-факто незаконных Вооружённых силах Южной Осетии, где с 1994 по 1996 год командовал ротой специального назначения.
С 1996 по 1998 год жил и работал в Киеве.
С 1998 по 2008 год вновь служил в миротворческих силах ССПМ в Южной Осетии, но уже в северо-осетинском батальоне на должности командира роты, а затем заместителем командира батальона.
В августе 2008 года принимал активное участие в боевых действиях в ходе войны с Грузией. Один из тех, кто организовал оборону одного из районов Цхинвала, а потом и зачистку города от грузинских войск. В ходе военных действий получил два ранения, но остался в строю.
В октябре 2008 года назначен главой Министерства по делам гражданской обороны, чрезвычайным ситуациям и ликвидации последствий стихийных бедствий РЮО, которое фактически создавал с нуля. Имеет звание генерал-лейтенанта.
В 2008 году «за проявленный героизм и значимый вклад в борьбу с последствиями военных действий» награждён высшей государственной наградой Республики Южная Осетия — Орденом «Уацамонга».
В сентябре 2011 года указом президента Российской Федерации за большой вклад в развитие российско-югоосетинских взаимоотношений награждён Орденом Дружбы.
Участвовал в президентских выборах 2011 года, пользуясь поддержкой российского правительства (в частности президент РФ Дмитрий Медведев встретился с кандидатом в президенты ЮО Бибиловым во время своего визита во Владикавказ) и действующего на тот момент президента ЮО Эдуарда Кокойты. В результате первого тура Бибилов набрал 25,44 % голосов и вышел во второй тур. Несмотря на поддержку, во втором туре он проиграл Алле Джиоевой, набрав 40 % голосов избирателей. Однако по жалобе партии «Единство» результаты этих выборов были отменены Верховным судом ЮО, а сама Джиоева, после силового захвата её штаба и собственного гипертонического криза, отказалась от дальнейших политических действий.
В 2012 году состоялись новые выборы, на которых одержал победу Леонид Тибилов; Анатолий Бибилов в них не участвовал.

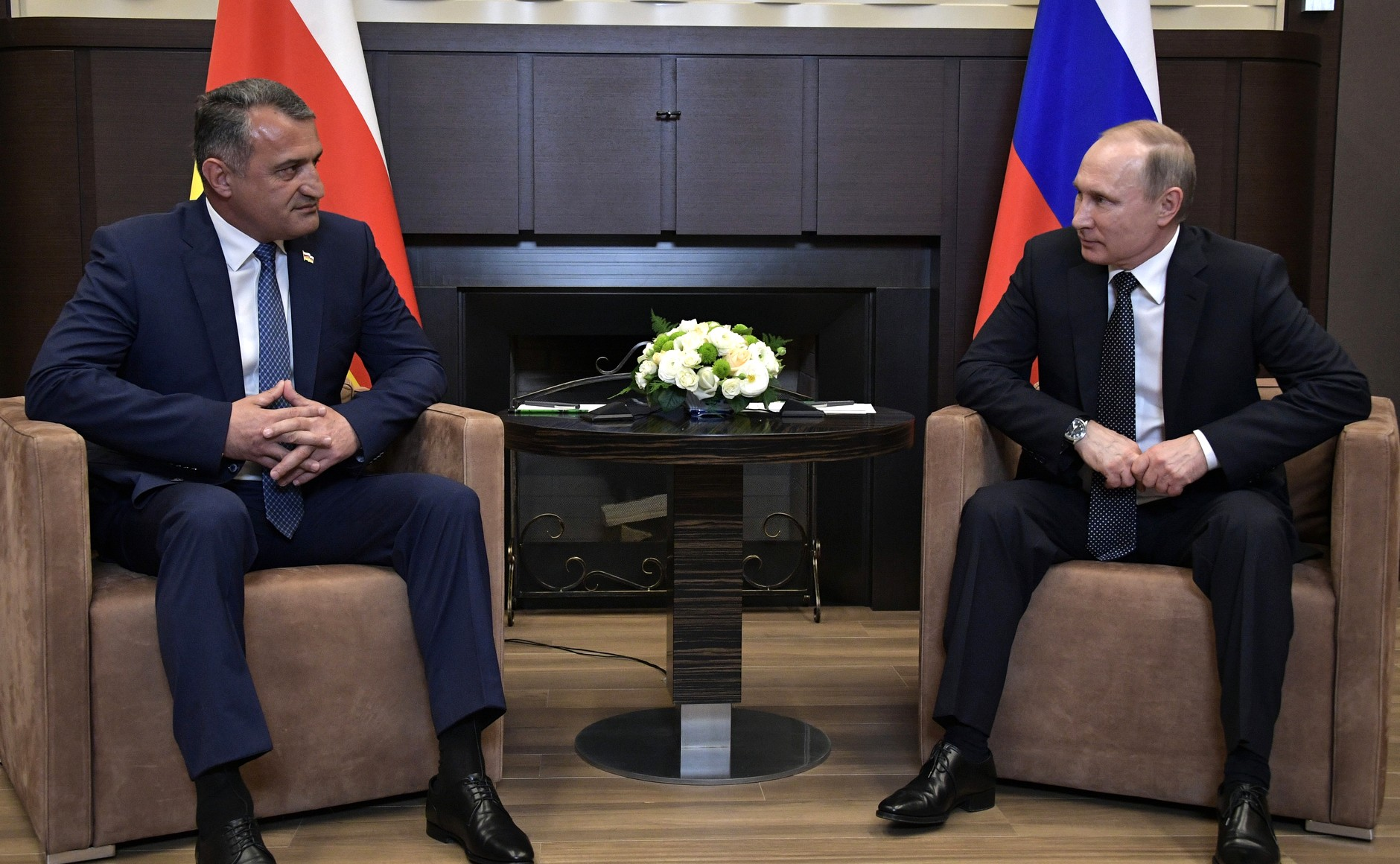
Встреча с президентом России Владимиром Путиным. Сочи, 2 мая 2017 года

В сентябре 2012 года создал партию «Единая Осетия» и был избран её председателем. На парламентских выборах 2014 года партия заняла первое место и получила 20 мандатов из 34.
В июне 2014 года был избран спикером парламента Южной Осетии.

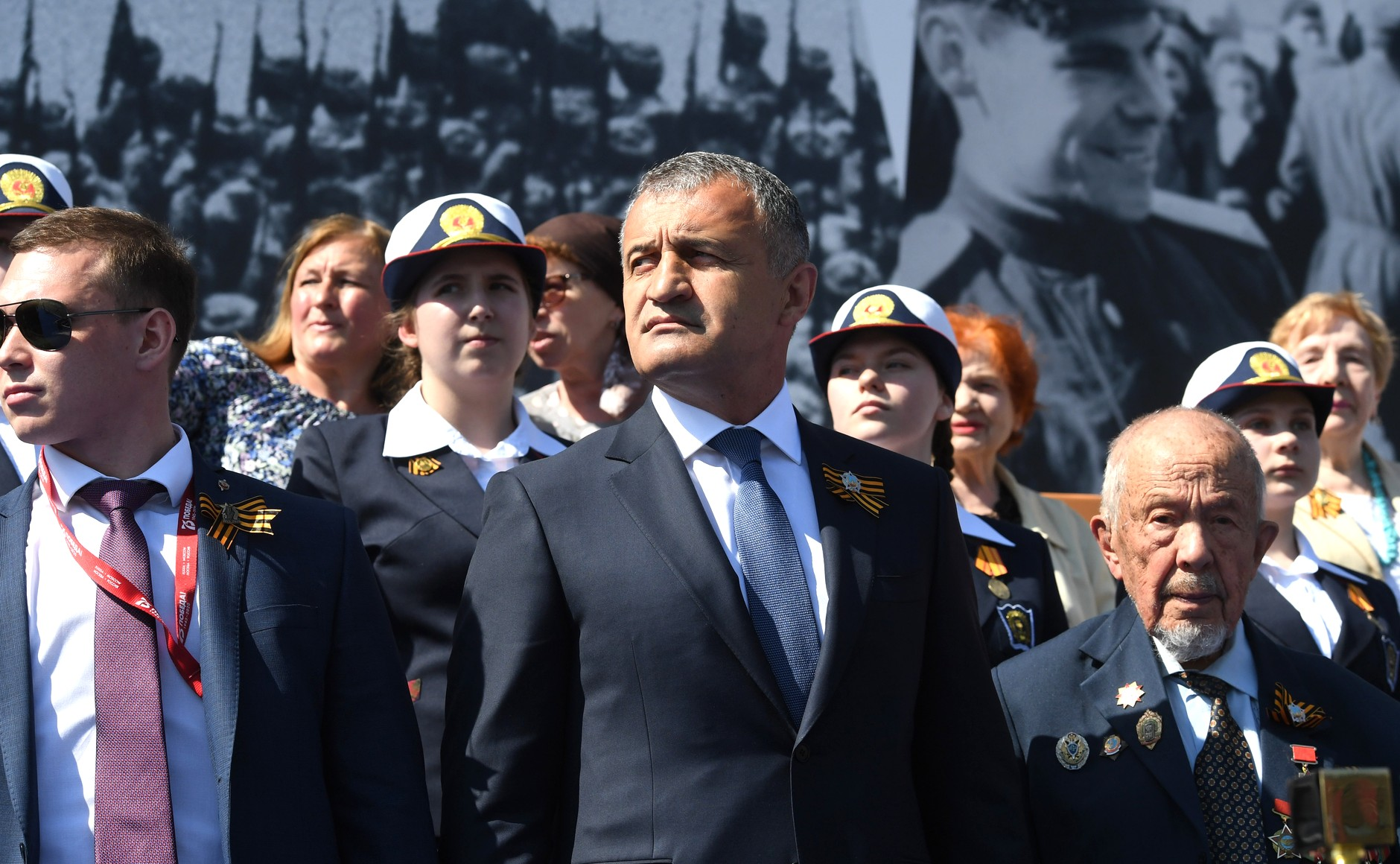
Бибилов на параде Победы на Красной площади. Москва, 24 июня 2020 года

На президентских выборах 2017 года Бибилов одержал победу над действующим президентом Леонидом Тибиловым, набрав 54,8 % голосов.
В августе 2020 года парламентская оппозиция и жители Цхинвали провели несколько выступлений на Театральной площади с требованиями отставки Бибилова, а также главы МВД Наниева и генпрокурора Джагаева. Причиной, ставшей спусковым крючком для выступлений, называлась циничное объяснение причины смерти запытанного силовиками отца троих детей Инала Джабиева. В результате протестов правительство ЮО было отправлено в отставку, но сам Бибилов сохранил пост.
В начале 2021 года в ответ на бойкот оппозицией закона о бюджете Анатолий Бибилов перестал выплачивать зарплаты и пенсии (якобы из-за непринятого бюджета). Позже пропрезидентская фракция приняла бюджет при отсутствии кворума.
В 2022 году Бибилов находился на оккупированных территориях Украины; сообщалось, что он создал собственную частную военную компанию, в которую набирал осетинских добровольцев. Его присутствие на Донбассе также подтвердилось записью его словесной перепалки с российскими мобилизованными.
В мае 2022 года проиграл в президентских выборах Алану Гаглоеву.

## Семья
Женат, воспитывает четверых детей.

## Награды
- Орден «Уацамонга» (2008 год, Южная Осетия).
- Орден Дружбы (1 сентября 2011 года, Россия) — за большой вклад в развитие российско-югоосетинских отношений[20].
- Орден Омейядов 1 класса (2018 год, Сирия)[21]
- Орден Республики (2019 год, ДНР)[22]
- Орден Дружбы (2016 год, ДНР)[23]
- Часы от главы ДНР (2018 год, ДНР)[24]
- Орден Дружбы (2018 год, ЛНР) — за особые заслуги в укреплении мира, дружбы и сотрудничества с Луганской Народной Республикой, плодотворную деятельность, взаимопомощь и поддержку, а также значительный личный вклад в развитие экономических, научно-технических и культурных связей[25]
- Орден Дружбы (2018 год, ЛНР)[26]
- Медаль «За заслуги» I степени (2019 год, ЛНР)[27]
- Почётный гражданин Республики Абхазия (24 мая 2019 года, Абхазия) — за большой личный вклад в развитие абхазо-югоосетинских межгосударственных отношений, укрепление мира и стабильности в Закавказском регионе[28]
- Орден Дружбы (2017 год, ПМР)[29]
- Герой Донецкой Народной Республики (2024)[30]

## Санкции
В сентябре 2015 года включён в санкционный список Украины. Анатолий Бибилов признан лицом, создающим «реальные и/или потенциальные угрозы национальным интересам, национальной безопасности, суверенитету и территориальной целостности Украины». Под это определение Бибилов, вероятно, попал из-за неоднократных визитов в непризнанные ДНР и ЛНР, а также в Крым.